# Eugongylinae
Die Eugongylinae sind die zweitartenreichste Unterfamilie der Skinke (Scincidae). Einzige europäische Art der Unterfamilie ist die auf dem Balkan vorkommende Johannisechse (Ablepharus kitaibelii).

## Merkmale
Diagnostische Merkmale der Eugongylinae sind elf oder mehr Zähne auf der Prämaxillare, eine durch überlappende und miteinander zusammengewachsene Unterkieferknochen völlig geschlossene Meckelsche Furche (eine Öffnung in der mittleren (inneren) Oberfläche des Unterkiefers, von der der Meckelsche Knorpel ausgeht). Die beiden Teile des paarigen Scheitelbeins (Os parietale) berühren einander hinter der Interparietale. Das Scheitelbein wird entlang seiner hinteren Seitenränder durch die oberen sekundären Schläfenbeinknochen und die quer vergrößerte Nuchale begrenzt. Die äußeren Präanalschuppen überlappen die inneren, die Schuppen auf der Oberseite des vierten Zeh stehen auf seiner gesamten Länge in einer einzelnen Reihe. Die Iris ist heller als die Pupille. Der Hemipenis besteht aus einer kurzen, säulenartigen Basis und einer knollenförmigen Spitze.

## Systematik
Zu den Eugongylinae gehören 418 Arten, die folgenden Gattungen zugeordnet werden:

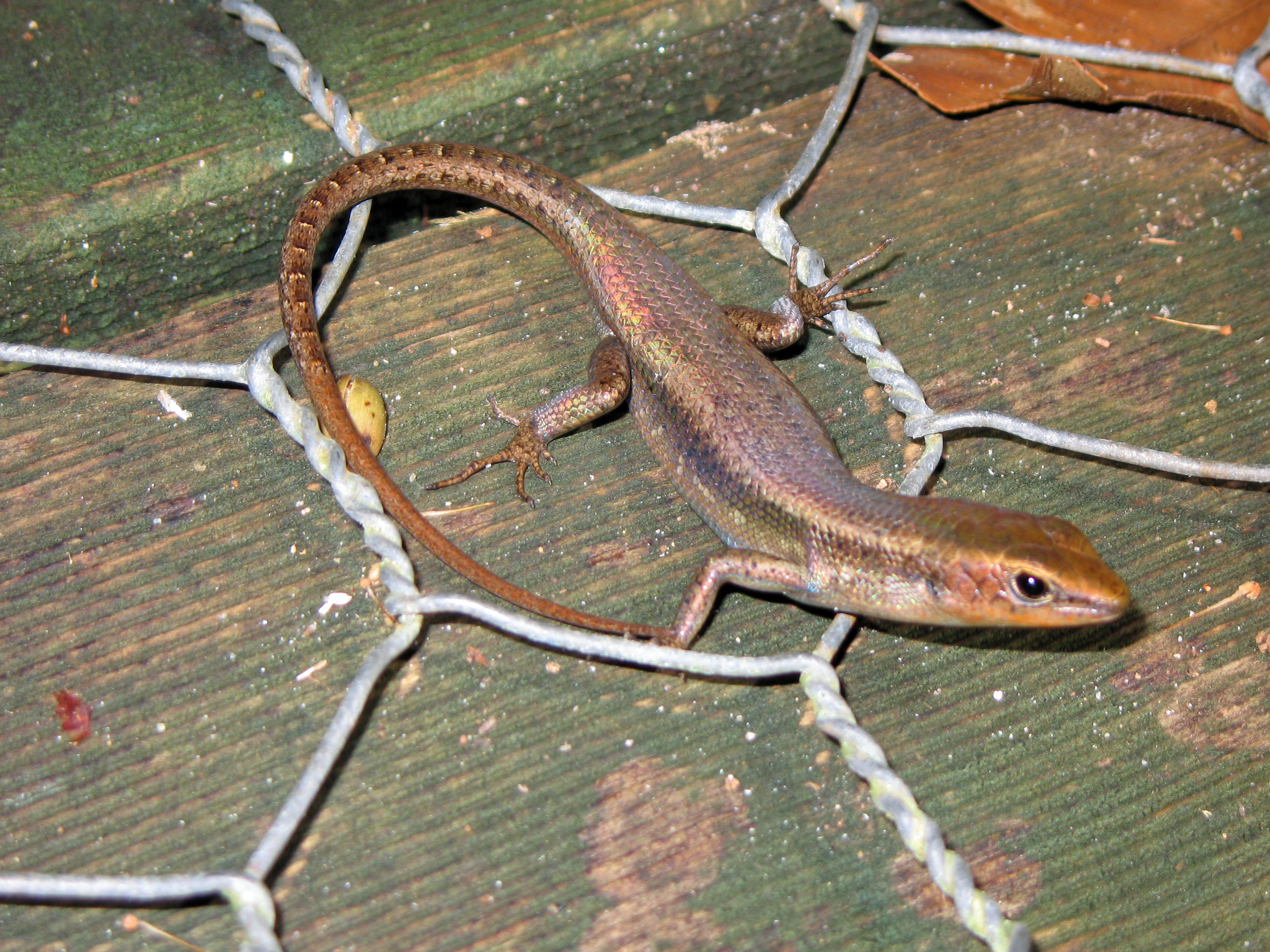
Carlia rubrigularis

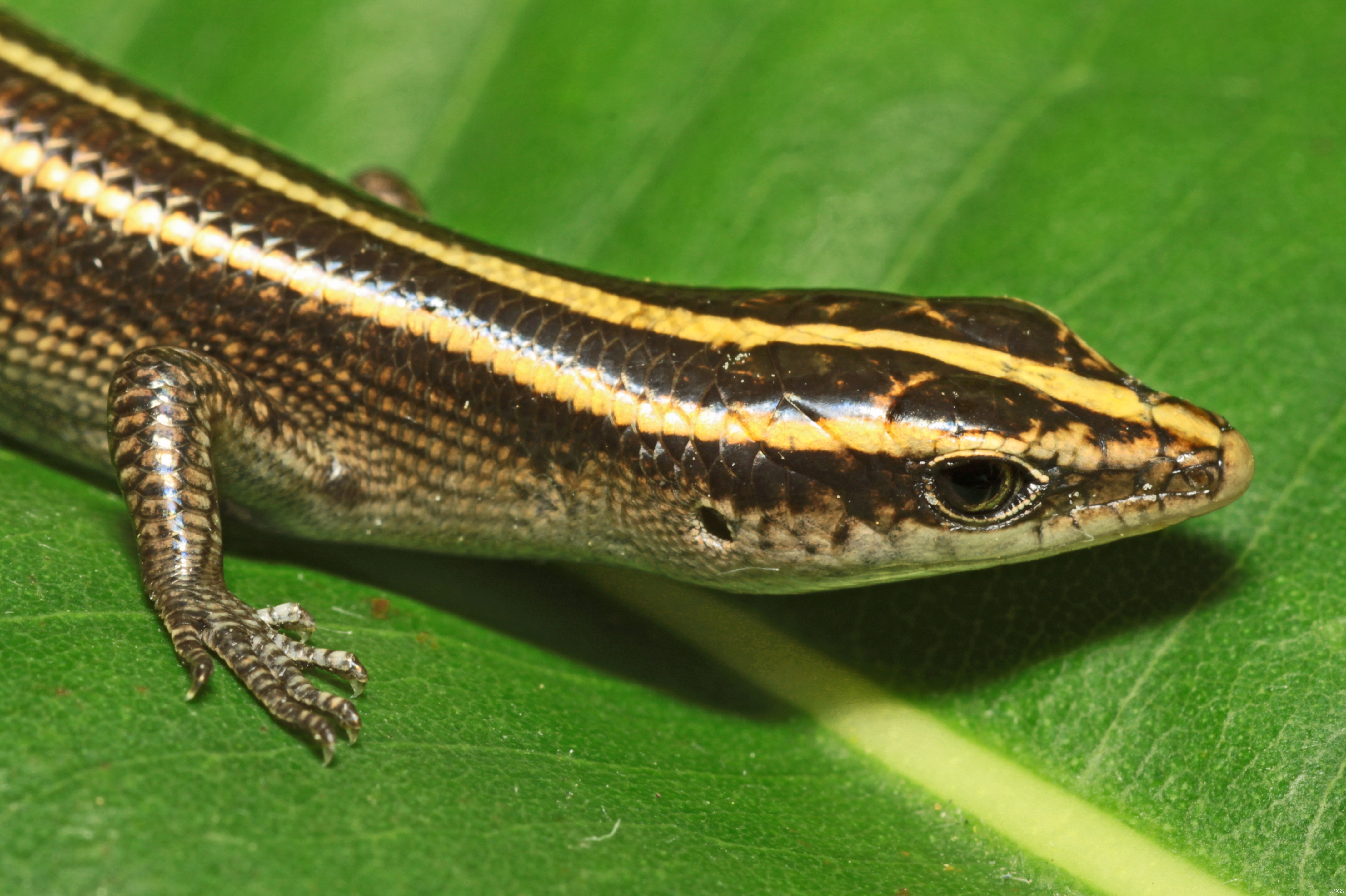
Emoia impar

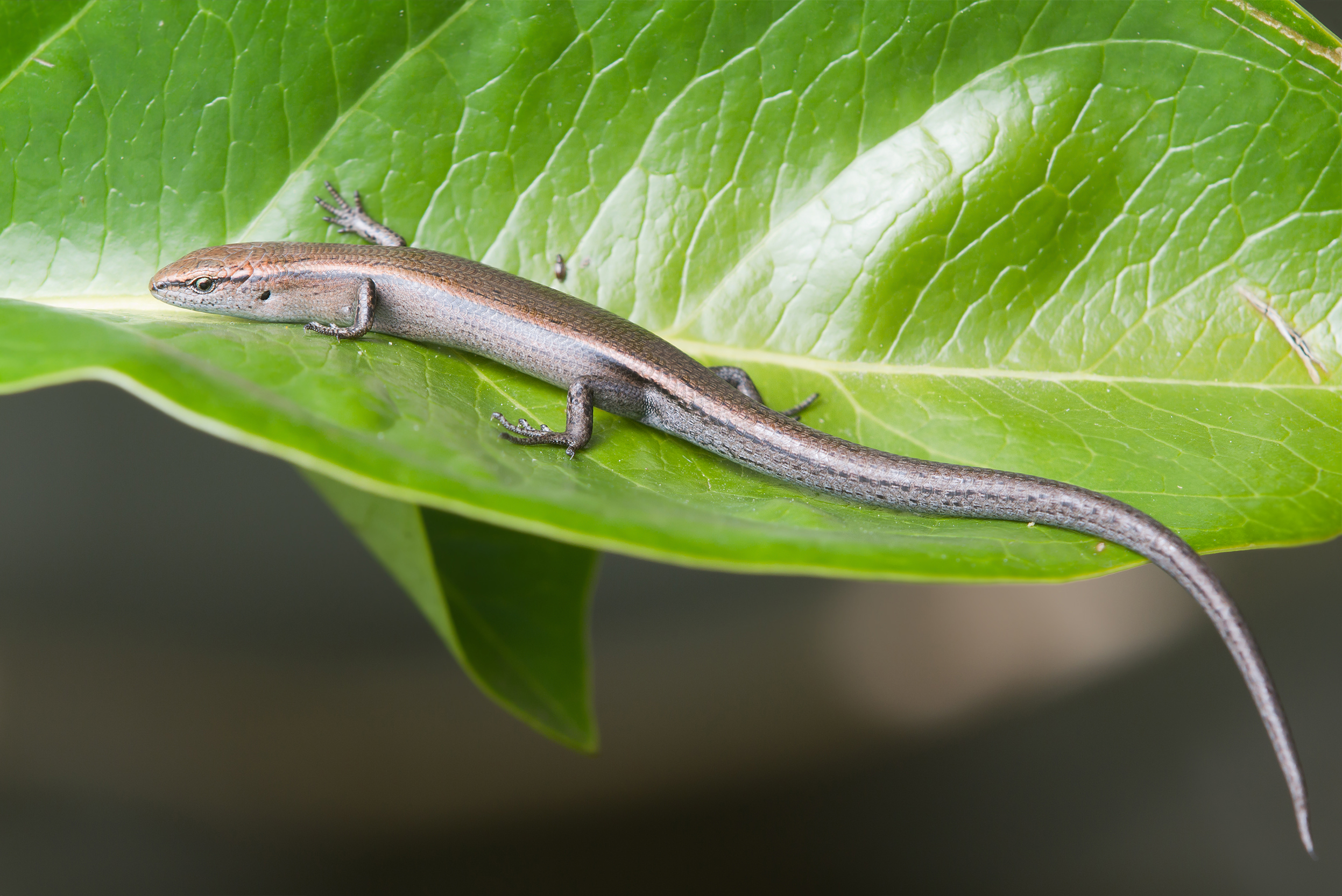
Niveoscincus metallicus

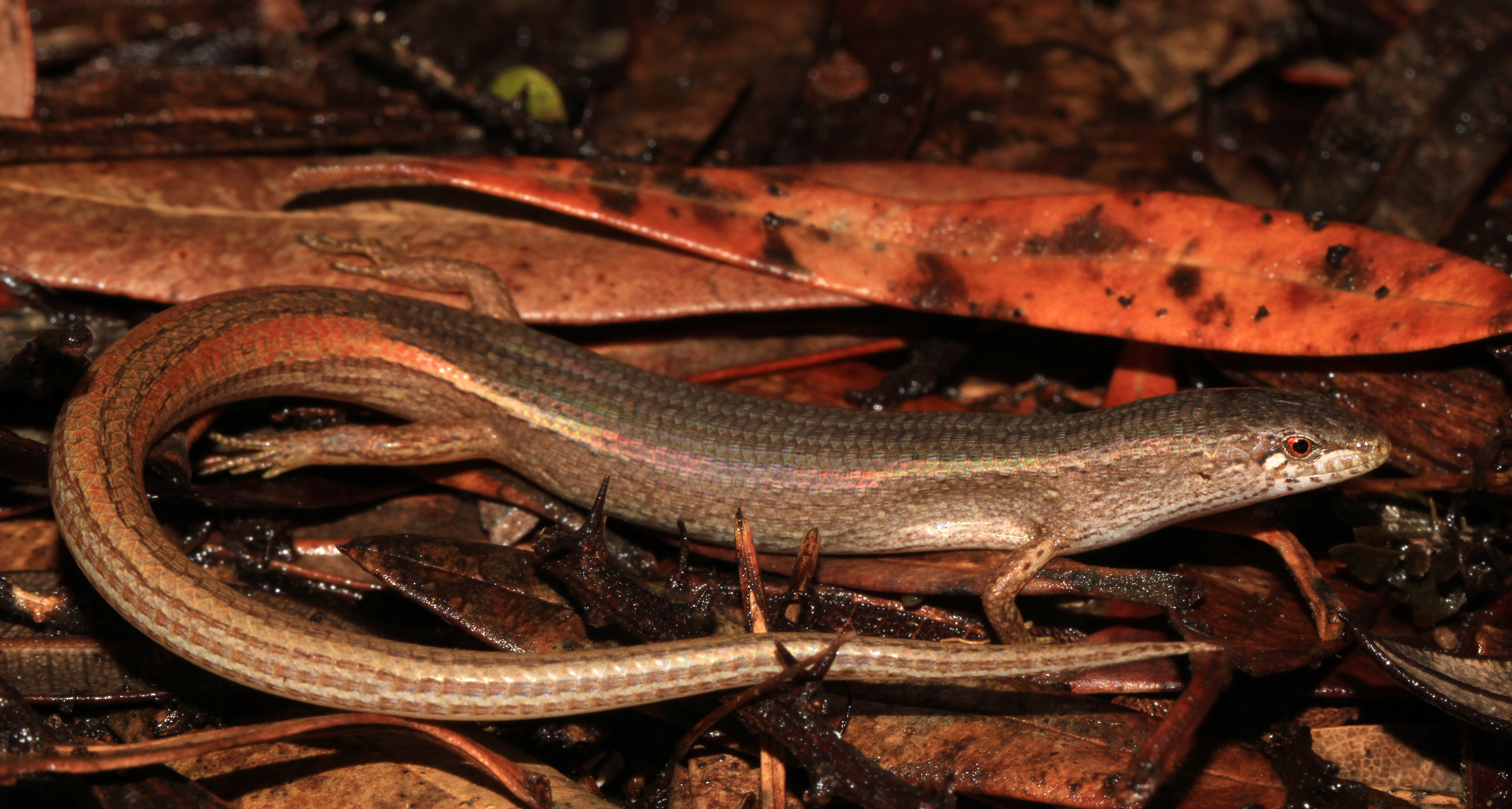
Saproscincus mustelinus

- Natternaugen-Skinke (Ablepharus Lichtenstein, 1823)
- Afroablepharus Greer, 1974
- Anepischetosia Wells & Wellington, 1985
- Bassiana Hutchinson, Donnellan, Baverstock, Krieg, Simms & Burgin, 1990
- Caledoniscincus Sadlier, 1987
- Regenbogen-Skinke (Carlia Gray, 1845)
- Celatiscincus Sadlier, Smith & Bauer, 2006
- Cophoscincopus Mertens, 1934
- Cryptoblepharus Wiegmann, 1834
- Emoia Gray, 1845
- Eroticoscincus Wells & Wellington, 1984
- Eugongylus Fitzinger, 1843
- Geomyersia Greer & Parker, 1968
- Geoscincus Sadlier, 1987
- Graciliscincus Sadlier, 1987
- Harrisoniascincus Wells & Wellington, 1985
- Kanakysaurus Sadlier, Bauer, Smith & Whitaker, 2004
- Lacertaspis Perret, 1975
- Lacertoides Sadlier, Shea & Bauer, 1997
- Lampropholis Fitzinger, 1843
- Leiolopisma Duméril & Bibron, 1839
- Leptosiaphos Schmidt, 1943
- Liburnascincus Wells & Wellington, 1984
- Lioscincus Bocage, 1873
- Lobulia Greer, 1974
- Lygisaurus De Vis, 1884
- Marmorosphax Sadlier, 1987
- Menetia Gray, 1845
- Morethia Gray, 1845
- Nannoscincus Günther, 1872
- Niveoscincus Hutchinson, Donnellan, Baverstock, Krieg, Simms & Burgin, 1990
- Oligosoma Girard, 1857
- Panaspis Cope, 1868
- Phoboscincus Greer, 1974
- Proablepharus Fuhn, 1969
- Pseudemoia Fuhn, 1967
- Pygmaeascincus Couper & Hoskin, 2014[3]
- Saproscincus Wells & Wellington, 1983
- Sigaloseps Sadlier, 1987
- Simiscincus Sadlier & Bauer, 1997
- Tachygyia Mittleman, 1952
- Techmarscincus Wells & Wellington, 1985
- Tropidoscincus Bocage, 1873

Die Unterfamilie Eugongylinae wurde 1982 durch den Herpetologen Kenneth R. G. Welch aufgestellt. 2014 schlug der Herpetologe Stephen Blair Hedges vor, der Gruppe den Rang einer Familie (Eugongylidae) zu geben.